# Philippe Sanfourche
Philippe Sanfourche   (França, 26 de gener de 1975) és un periodista francès, que treballa com a reporter important del servei esportiu de RTL (ràdio francesa), on hi comenta els partits a la ràdio des del 2000.
El 2018, en absència de Denis Balbir, privat d’antena per les seves declaracions després del partit Olympique de Marseille-RB Leipzig, és Philippe Sanfourche qui fa els comentaris de l’anada de la semifinal de l'Lliga Europa de la UEFA. participa a "On remake the Match" a RTL i és articulista del programa "L'Equipe du soir" del canal L'Equipe. Altres reportatges per a RTL, importants: Ral·li Dakar del 2004 al 2010, ciclista del Tour de França 2008, Torneig de Roland Garros del 2000 al 2003.